# Waiting for the Barbarians

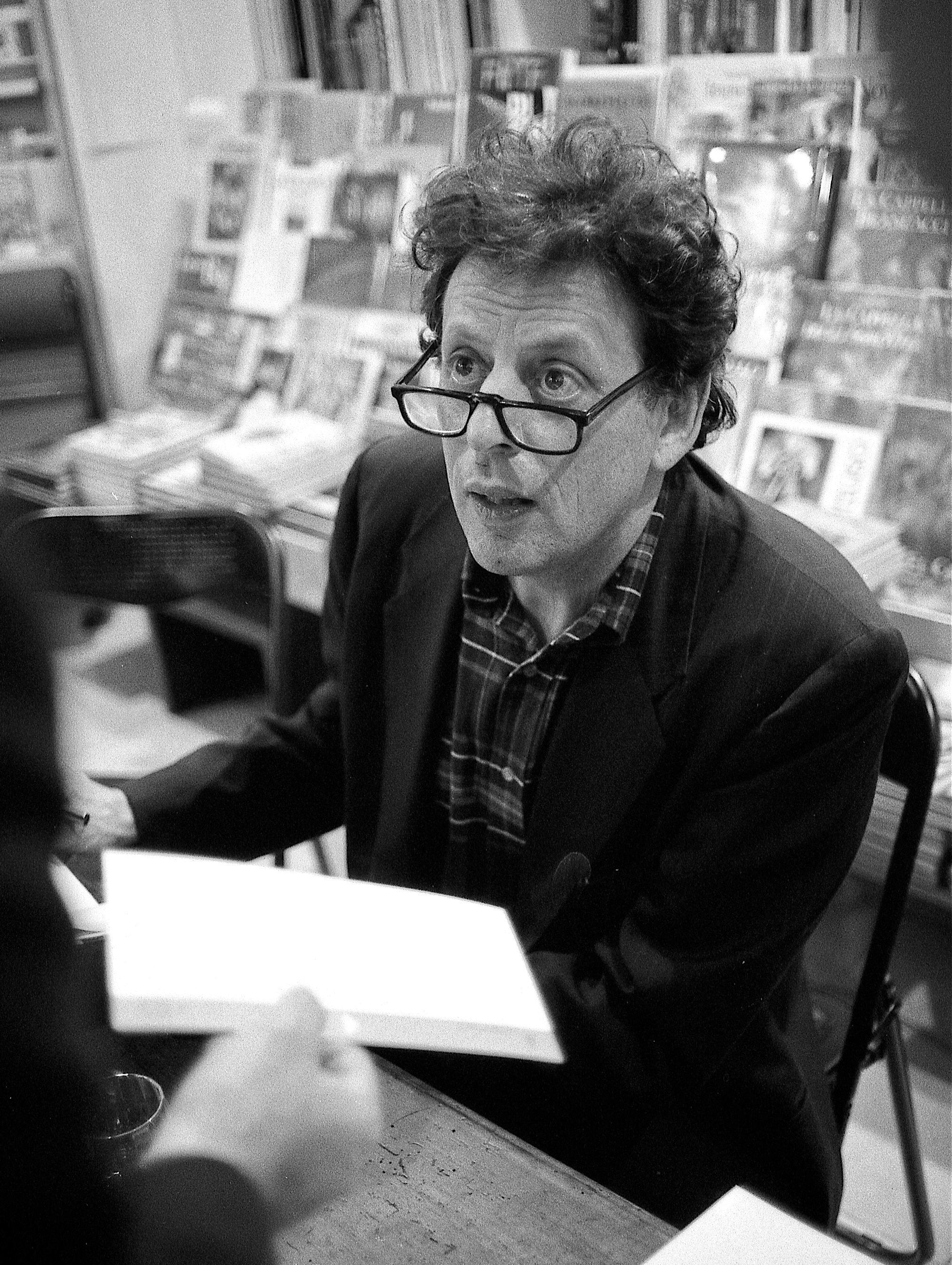
Philip Glass

Waiting for the Barbarians (I väntan på barbarerna) är en opera i två akter med musik av Philip Glass och libretto av Christopher Hampton efter romanen med samma namn från 1980 av författaren J. M. Coetzee. Operan var en beställning av Theater Erfurt i Erfurt i Tyskland.

## Uppförandehistorik
Waiting for the Barbarians hade premiär den 10 september 2005 på Theater Erfurt. Den andra europeiska föreställningen spelades i Amsterdam 2006.

## Handling
På gränsen till ett anonymt Imperium tillbringar borgmästaren dagarna med att göra livet lättare för stadens invånare, och nätterna med sina flickvänner.
Plötsligt avbryts friden då Imperiets styrkor anländer anförda av den kylige överste Joll. Rykten går att barbarerna planerar attackera Imperiet. Joll säger att de är tvungna att kriga för att behålla freden.
Joll och hans män krigar mot barbarerna och tillfångatar flera fiender, vilka de förhör, torterar och dödar. Borgmästaren protesterar till en början lamt.
Bland fångarna upptäcker borgmästaren en flicka, krympling och delvis blind. Han känner både medlidande och attraktion med henne och anordnar så att hon får arbeta i ett kök. De tillbringar tid tillsammans och han frågar om den tortyr som Joll utfört på henne och som delvis gjort henne oförmögen att arbeta. 
Förvirrad av sina sexuella känslor, medlidande och ilska tar borgmästaren med flickan på en resa i ödemarken för att överlämna henne till sitt folk. När han återvänder till staden märker han att Joll har spridit rykten om borgmästarens lojalitet till Imperiet. Folket anklagar honom för förräderi trots hans invändningar att barbarerna är ett fredligt nomadfolk som inte har några intressen att inta Imperiet.
Borgmästaren fängslas själv och torteras. När han friges har Imperiets styrkor invaderats av barbarernas gerilla och de har "tillfälligt" dragit sig tillbaka till Imperiets huvudstad.
Stadens förnödenheter har plundrats av styrkorna och borgmästaren uppmanar folket att vara modiga och plantera grönsaker, fånga fisk och konservera den mat som lämnats kvar för att överleva vintern. När han besöker köket förebrås han för att ha utnyttjat flickan och inte ha förstått henne alls. Han överges och funderar över vilka de verkliga barbarerna är.

## Struktur
- AKT I
  - Förspel
  - Scen 1:  "In Fact, We Never Had a Prison"
  - Scen 2:  Dreamscape No. 1
  - Scen 3:  "You Sent for Me"
  - Scen 4:  "You're Working Late"
  - Scen 5:  "Normally Speaking, We Would Never Approve of Torture..."
  - Scen 6:  "Take off Your Cap"
  - Scen 7:  Dreamscape No. 2
  - Scen 8:  "Do You Like Living in the Town?"
  - Scen 9:  "...To Demonstrate Our Strength to the Barbarians"
  - Scen 10: "Did you have a good evening?"
  - Scen 11: Dreamscape No. 3
  - Scen 12: "What is it?"
  - Scen 13: "Can you see them?" (Trip into the Mountains)
  - Scen 14: "Who Gave You Permission to Desert Your Post?"

- AKT II

- - Scen 1:  "Here, In the Dark"
  - Scen 2:  Dreamscape No. 4
  - Scen 3:  "What is Going On?"
  - Prolog till Scen 4
  - Scen 4:  "Perhaps You Would Be So Kind"
  - Scen 5:  "Enemy, Barbarian Lover!"
  - Scen 6:  "So We're Still Feeding You Well?"
  - Scen 7:  Dreamscape No. 5
  - Scen 8:  "Tell Me, What Has Happened"
  - Scen 9:  "You Don't Have to Go"
  - Scen 10: "Our Town is Beautiful"